# 慢性好中球性白血病
慢性好中球性白血病（英名Chronic neutrophilic leukemia）とは、成熟した好中球の腫瘍性増加を特徴とした血液疾患である。
極めて稀な疾患である。CNLと略称される。

## 概要
慢性好中球性白血病では、反応的な好中球増大の要因や他の疾患がないにもかかわらず、好中球数が増加し25000/μl以上になる。 軽度の脾肝腫がみられる。
慢性好中球性白血病では末梢血中に幼若な血液細胞はほとんど見られず、ほとんどは成熟した細胞である。

### 分類
慢性好中球性白血病は慢性骨髄性白血病や真性多血症などと同じ慢性骨髄増殖性疾患に分類される疾患である。
慢性骨髄増殖性疾患では病的な骨髄系細胞は分化成熟能を失なわずに過剰なクローン増殖するのを特徴とする。

### 慢性骨髄性白血病との相違点
Ph染色体、bcr-abl融合遺伝子は存在しない。成熟した好中球以外の細胞は特に増加はしていない。細胞には特に形態異常は見られない。NAPスコアは増加している。

## 症状
経過は緩慢なことが多く、特に症状は出ないことが多い。しかし、血液以外にも低い確率ながらすべての臓器が浸潤される可能性がある。
急性転化する例もあり、その場合は急性白血病と同様の症状である。

## 発症率
世界で約150例程度しか報告がなく、報告されていない症例が相当数あるとしても極めて稀な疾患である。
患者の平均年齢は65歳前後で高齢者に多く、男性に多いという報告と性差はないという報告があり、若い患者もわずかながらも報告されているが、正確な疫学状況はまれな疾患でもありはっきりはしていない。

## 原因
不明である。原因となる遺伝子変異は特定されていない。

## 治療
合併症の管理を主体とし、あるいはインターフェロンとヒドロキシカルバミドを含む化学療法で好中球数をコントロールしていく。若い患者では造血幹細胞移植を検討することもある。

## 経過
予後は6ヶ月から20年以上と広範であり、急性転化を起こさなければ経過は緩慢であるが、急性転化を起こした場合は予後不良である。

## 診断基準
WHO分類
1. 末梢血白血球数は≧25000/μl
  - 白血球における桿状球と分葉核球>80%
  - 幼若顆粒球(前骨髄球、骨髄球、後骨髄球)<白血球の10%
  - 骨髄芽球<白血球の1%
2. 骨髄生検で過形成
  - 好中性顆粒球の割合と数の増加
  - 骨髄有核細胞で骨髄芽球<5%
  - 好中性細胞の分化が正常
3. 肝脾腫
4. 他に好中球増多を来たす原因がない
  - 感染症あるいは炎症性でない
  - 腫瘍がないか、あっても染色体あるいは遺伝子検索で骨髄系細胞にクローン性がない
5. Ph染色体・BCR/ABL融合遺伝子陰性
6. 他の骨髄増殖性疾患がない
  - 真性多血症でない
  - 慢性特発性骨髄線維症でない
    - 異状巨核球が増加していない
    - Reticulinあるいはコラーゲン線維の繊維化がない
    - 赤血球奇形がない

  - 本態性血小板血症でない
    - 血小板数<60万/μl
    - 成熟大型巨核球が増加していない
7. 骨髄異形成症候群あるいは骨髄異形成症候群/骨髄増殖性疾患ではない
  - 顆粒球に異形成がない
  - 他の骨髄系細胞に異形成像がない
  - 単球数<1000/μl